# Temporada 1965 del Campeonato de España de Rally
La temporada 1965  fue la edición 9.ª del Campeonato de España de Rally. Empezó el 13 de marzo en el Rally Vasco Navarro y terminó el 20 de agosto en el Rally Costa del Sol.

## Calendario
- Calendario incompleto.

| N.º | Fecha           | Rally                                                       | Superficie | Series  |
| --- | --------------- | ----------------------------------------------------------- | ---------- | ------- |
| 1   | 13-14 de marzo  | 6.º Rallye Vasco Navarro - 5.º Internacional                |            | Francia |
| 2   | 1-4 de abril    | 8.º Rallye del RACE                                         |            | ERC     |
| 3   | 24-25 de abril  | 6.º Rallye Fallas                                           |            |         |
| 4   | 22-23 de marzo  | Rally Internacional Zaragoza-Pau                            |            |         |
| 5   | 10-11 de julio  | 1.er Rally Internacional Camino de Santiago-5.º Trofeo RACE |            |         |
| 6   | 19-20 de agosto | 2.º Rallye Costa del Sol                                    | Asfalto    |         |

## Resultados

### Campeonato de pilotos
- Resultados incompletos.

| Pos. | Piloto                | VAN | RAC | FAL | ZAR | CAM | SOL | Ptos. |
| ---- | --------------------- | --- | --- | --- | --- | --- | --- | ----- |
| 1.   | Jaime Juncosa Jr.     | Ret | 4   |     |     |     |     |       |
| 2.   | José María Juncadella | 1   | 3   |     |     | 2   |     |       |
| 3.   | Estanislao Reverter   | Ret | 2   |     | 1   | 1   |     |       |
|      | Juan Fernández García | 2   | 1   |     |     |     |     |       |
|      | Pedro Puche           |     | 8   | 1   |     | 3   |     |       |
|      | «Runner»              |     |     |     | 3   | 4   |     |       |
|      | Ramón Grifoll         |     |     |     |     |     | 1   |       |
|      | Jaime Samsó           |     |     |     |     |     | 2   |       |
|      | Domingo Hergueta      | 7   | 6   | 4   |     | 6   |     |       |
|      | Bernard Tramont       |     | 7   |     |     |     |     |       |
|      | Jorge de Bagration    |     | 27  | Ret |     |     | Ret |       |